# Coutada
Coutada é uma povoação portuguesa do Município da Covilhã que foi sede da extinta Freguesia de Coutada, freguesia que tinha 9,96 km² de área e 406 habitantes (2011), e, por isso, uma densidade populacional de 40,8 hab./km².
A Freguesia de Coutada foi extinta em 2013, no âmbito de uma reforma administrativa nacional, tendo sido agregada à Freguesia de Barco para formar uma nova freguesia denominada União das Freguesias de Barco e Coutada com a sede em Barco.

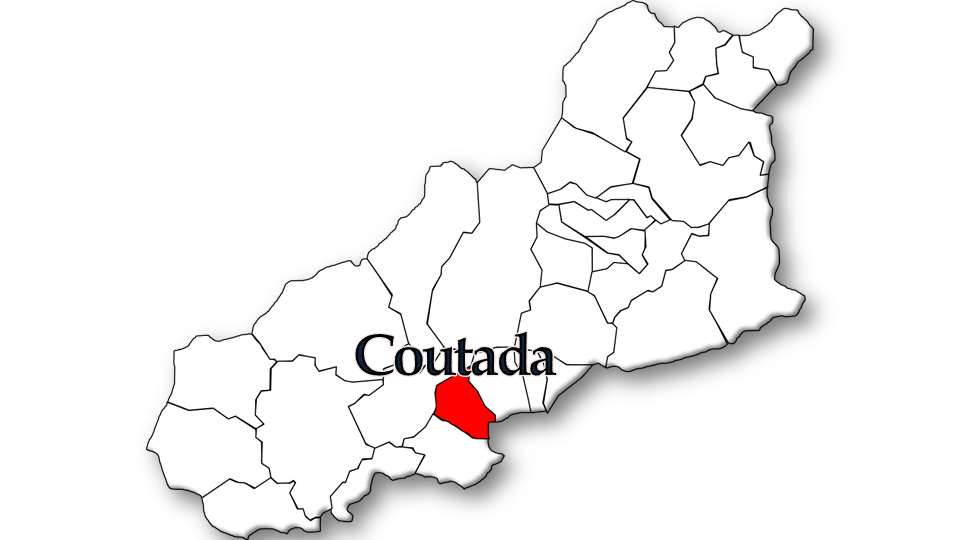
Localização no Município de Covilhã

## População
| 1991 | 2001 | 2011 |
| 497  | 476  | 406  |

Criada pela Lei n.º 61/84, de 31 de Dezembro, com lugares desanexados da freguesia de Barco

## Património
- Igreja Paroquial de Barco;
- Capela de São Sebastião;
- Capela de São Sebastião da Coutada.